# Vũ Thi Thường
Vũ Thi Thường (* 1930 in Tả Thanh Oai, Bezirk Thường Tín, Provinz Hà Tây) ist eine vietnamesische Schriftstellerin.

## Leben
Vũ Thi Thường war in der Zeit von 1945 bis 1954 in der vietnamesischen Gewerkschaftsbewegung tätig und arbeitete danach in einer Provinzzeitung. Im Jahr 1957 veröffentlichte sie erste literarische Arbeiten. Seit 1962 war sie als Journalistin und Schriftstellerin tätig. Sie veröffentlichte vor allem Erzählungen.
Vũ Thi Thường ist die Witwe des Lyrikers Chế Lan Viên.

## Werke (Auswahl)
- Gauh vac, Erzählungen, 1964
- Hai chi em, Erzählungen, 1965
- Bong boa sung, Erzählungen, 1967
- Das Drama eines Genossenschaftsvorsitzenden, Kurzgeschichte, aus dem Französischen übersetzt von Karl Heinrich